# Tuffi ai campionati europei di nuoto 2020 - Piattaforma 10 metri sincro femminile
Il concorso della piattaforma 10 metri sincro femminile  ai Campionati europei di nuoto 2020 si è svolto il 14 maggio 2021 alla Duna Aréna di Budapest in Ungheria e vi hanno preso parte 6 coppie di atlete, provenienti da altrettante diverse nazioni.

## Medaglie
| Posizione | Atleti                               | Paese         |
| --------- | ------------------------------------ | ------------- |
| Oro       | Ekaterina Beljaeva Julija Timošinina | Russia        |
| Argento   | Eden Cheng Lois Toulson              | Gran Bretagna |
| Bronzo    | Ksenija Bailo Sofija Lyskun          | Ucraina       |

## Risultati
La gara è iniziata alle ore 19:30.
| Class   | Nazione       | Tuffatori                            | Punti | Punti | Punti | Punti | Punti | Punti  |
| Class   | Nazione       | Tuffatori                            | T1    | T2    | T3    | T4    | T5    | Totale |
| ------- | ------------- | ------------------------------------ | ----- | ----- | ----- | ----- | ----- | ------ |
| Oro     | Russia        | Ekaterina Beljaeva Julija Timošinina | 47.40 | 46.80 | 70.20 | 70.08 | 72.96 | 307.44 |
| Argento | Gran Bretagna | Eden Cheng Lois Toulson              | 46.80 | 47.40 | 49.50 | 72.00 | 74.88 | 290.58 |
| Bronzo  | Ucraina       | Ksenija Bailo Sofija Lyskun          | 52.20 | 51.00 | 68.16 | 69.30 | 46.08 | 286.74 |
| 4       | Germania      | Tina Punzel Christina Wassen         | 46.20 | 49.20 | 57.60 | 61.20 | 70.08 | 284.28 |
| 5       | Norvegia      | Anne Tuxen Helle Tuxen               | 45.00 | 41.40 | 58.80 | 59.16 | 61.32 | 265.68 |
| 6       | Italia        | Maia Biginelli Elettra Neroni        | 43.20 | 46.80 | 55.44 | 41.40 | 68.28 | 252.12 |